# Nickelodeon (Brasil)
Nickelodeon Brasil (a menudo abreviado como Nick) es un canal de televisión por suscripción brasileño de origen estadounidense que pertenece a Paramount Networks Americas, una subsidiaria de la estadounidense Paramount Skydance Corporation. Sus oficinas centrales se encuentran en São Paulo. Tiene como público objetivo los adolescentes y los niños, además está clasificado el octavo como el canal más visto en la televisión de pago de Brasil.A partir del 17 de octubre de 2023, el canal es operado desde Europa, como parte de la señal transcontinental Nickelodeon Global, con sede en Londres, Reino Unido.

## Historia
Nickelodeon fue lanzado el 20 de diciembre de 1996 en Brasil como un canal de televisión infantil, en competencia directa con Cartoon Network, emisora que inició emisiones 3 años antes.
El 13 de febrero de 2006, se lanzó el bloque nocturno Nick at Nite, el cual se transmitía entre las 10 de la noche y las 6 de la mañana del día siguiente.
El 4 de junio de 2007, el canal lanzó el bloque Nickers, programa conformado por dos jóvenes que presentaban series del canal y música. Era muy similar al programa Zapping Zone de Disney Channel. Sin embargo, salió del aire en todas las señales donde se emitía en diciembre de 2008. En ese mismo año, también se lanzó el canal preescolar Nick Jr, hasta ese entonces solamente disponible como bloque de programación en Nickelodeon.
En 2009, se comenzó a emitir el bloque Nick Hits, compuesto por caricaturas producidas por Nickelodeon en los años 90 e inicios de los años 2000. Se emitía en el mismo horario que NIck at Nite solamente los fines de semana.  Se dejó de emitir el 5 de abril de 2010, con el cambio de gráfica y logo de Nickelodeon Brasil y con el estreno de una nueva programación. Por un tiempo, la programación de Nick Hits siguió emitiendose por NIck at Nite. 
Durante agosto de 2010, Nickelodeon volvió a emitir la serie animada Avatar: The Last Airbender para promocionar la película The Last Airbender. 
El 1 de junio de 2011, Viacom lanza Nickelodeon HD, en un inicio con cobertura para toda Latinoamérica, con una pista de audio en portugués para Brasil y otra en español para el resto de la región. El 17 de julio de 2015, la señal deja de estar disponible y es reemplazada por una versión en alta definición de la señal brasileña..
El 1 de enero de 2015, se eliminó el bloque Nick at Nite del aire.
El 17 de octubre de 2023, Nickelodeon, en sus señales latinoamericana (salvo en México), y brasileña, pasan a ser una señal manejada desde Europa. En la señal brasileña las promos ahora no tienen texto, se eliminaron los cortes comerciales en medio de cada programa y los créditos finales de las series se reemplazan con créditos cortos, que indican el nombre del programa, la compañía de producción y el año, mientras que los créditos finales en la señal Brasil se reemplazan con créditos cortos junto con créditos de doblaje.Sin embargo, conserva cierta localización, como anuncios, texto localizado en promos seleccionadas y programación animada brasileña obligatoria, para cumplir con los reglamentos de Ancine (pt).

## Producciones propias
El primer programa producido completamente por Nickelodeon Brasil fue Meus Prêmios Nick (Mis Premios Nick) versión brasileña del premio Kids Choice Awards, estrenado en el año 2000. El segundo fue en 2001 con Patrulha Nick, el cual se emitió hasta 2006, posteriormente fue sustituido por Nickers.
Finalmente en 2011, Nickelodeon Brasil produjo en asociación con Rede Bandeirantes la serie juvenil Julie y los Fantasmas, enfocado en los misterios y la música. Se estrenó el 17 de octubre en Band y el 20 de octubre en Nickelodeon.